# زیدل
زیدل (به عربی: زیدل) یک منطقهٔ مسکونی در سوریه است که در حمص واقع شده‌است.

## خصوصیات
زیدل ۵٬۷۱۰ نفر جمعیت دارد.